# جواز سفر بريطاني (في الخارج)
جواز السفر البريطاني (في الخارج)، الذي يشار إليه عادة باسم جواز سفر BN (O)، هو جواز سفر بريطاني للأشخاص الذين يحملون الجنسية البريطانية (في الخارج) (BN (O)). تم إنشاء جنسية BN (O) في عام 1987 بعد سن قانون هونغ كونغ لعام 1985. مواطنو BN (O) هم مقيمون دائمون في هونغ كونغ وكانوا من مواطني الأقاليم التابعة لبريطانيا حتى 30 يونيو 1997، واختاروا البقاء بريطانيين بالتسجيل في BN (O) الجنسية عندما كانت هونغ كونغ تحت الإدارة البريطانية.
لا يتمتع مواطنو BN (O) (المواطنون البرطانييون في هونغ كونغ) بحق الإقامة في المملكة المتحدة. اعتبارًا من 31 يناير 2021، يمكن لمواطني BN (O) التقدم بطلب للحصول على إجازة محدودة للبقاء للعمل أو الدراسة في المملكة المتحدة، ويصبحوا مؤهلين للحصول على وضع مستقر بعد 5 سنوات من الإقامة المؤهلة. يمكن لمواطني BN (O) ذوي الوضع المستقر التسجيل كمواطنين بريطانيين بعد 12 شهرًا أخرى.
تم إطلاق خطة التسوية بعد أن فرضت الحكومة المركزية الصينية قانون الأمن القومي المثير للجدل على هونج كونج. تعتبر المملكة المتحدة سن قانون الأمن القومي انتهاكًا واضحًا لمبدأ الدولة الواحدة ونظامين مضمونين في الإعلان الصيني البريطاني المشترك، وهو معاهدة دولية ملزمة تم توقيعها في عام 1984.
في 29 يناير 2021، ذكرت وكالة أسوشيتد برس أن المتحدث باسم وزارة الخارجية الصينية تشاو ليجيان أعلن: «لم تعد الصين تعترف بجوازات سفر BN (O) (جواز سفر البرطاني في الخارج (هونغ كونغ)) اعتبارًا من 31 يناير» ، ردًا على تمديد الحقوق المدنية BN (O) (لمواطنين الحاملين للجواز السفر البرطاني في الخارج (هونغ كونغ)) في المملكة المتحدة. في نفس اليوم، قال بيان صحفي مشابه من حكومة هونغ كونغ، إنه اعتبارًا من 31 يناير 2021، لن يتم الاعتراف بالجوازات السفر البريطانية (الخارجية) كدليل على الهوية في هونغ كونغ ولن يتم الاعتراف بها بعد الآن للحصول على تصريح الهجرة من قبل إدارة الهجرة.
بعد استفسارات وسائل الإعلام، أعلنت عدة دول ومناطق أنها ستستمر في الاعتراف بجوازات السفر البرطانية (الخارجية) BN (O)، بما في ذلك الولايات المتحدة الأمريكية وكندا وأستراليا وألمانيا وفرنسا وإسبانيا وتايوان واليابان وإيطاليا وكوريا الجنوبية وهولندا ونيوزيلندا وماليزيا وسنغافورة وفنلندا والنرويج.
في أواخر مارس 2021، طلبت حكومة هونغ كونغ من 14 قنصلية أجنبية التوقف عن قبول جوازات سفر BN (O) لطلبات تأشيرة في عطلة العمل، لكن لم تستجب أي من هذه الدول لهذا الطلب. ذكّرت وزارة الخارجية البريطانية لحكومة هونغ كونغ بأنها لا تملك سلطة إملاء جوازات السفر التي يمكن للدول الأخرى الاعتراف بها، وأن جوازات سفر BN (O) ستظل وثائق سفر بريطانية صالحة في جميع أنحاء العالم.

## المظهر المادي

### الغلاف
يتم إصدار جوازات السفر BN (O) حاليًا بأحدث إصداراتها البيومترية (اعتبارًا من 2020) وهي تحمل «رمز وثيقة السفر الإلكترونية» على الغلاف الأزرق الداكن. يظهر النص «المملكة المتحدة لبريطانيا العظمى وأيرلندا الشمالية» أسفل شعار النبالة الخاص بالمملكة المتحدة؛ تتم طباعة صياغة جواز السفر البريطاني فوق شعار النبالة.

### صفحة حامل الجواز
صفحة صاحب العمل مطابقة لصفحة التعريف بجوازات سفر المواطن البريطاني مع الإشارة إلى الجنسية على أنها بريطانية الجنسية (في الخارج). تبدأ المنطقة التي يمكن قراءتها آليًا بـ P <GBR ، مما يشير إلى المملكة المتحدة لبريطانيا العظمى وأيرلندا الشمالية باعتبارها الدولة التي أصدرت جواز السفر. صفحة الطلب، التي تم إجراؤها باسم «وزير الخارجية» (حاليًا وزير الدولة للشؤون الخارجية وشؤون الكومنولث)، مطابقة أيضًا لصفحة جواز سفر بريطاني. ومع ذلك، فإن الجنسية على المنطقة التي يمكن قراءتها آليًا هي GBN وليس GBR.يحتوي كل جواز سفر بيومتري BN (O) على شريحة لا تلامسية، تخزن البيانات الرقمية وتتضمن البيانات الشخصية لحاملها، في صفحة التصديق.